# Єссе Гута Ґалунґ
Єссе Гута Ґалунґ (нід. Jesse Huta Galung; нар. 6 жовтня 1985) — колишній нідерландський тенісист.
Найвищу одиночну позицію світового рейтингу — 91 місце досяг 10 лютого 2014, парну — 63 місце — 19 травня 2014 року.
Здобув 1 парний титул.
Найвищим досягненням на турнірах Великого шолома було 2 коло в змішаному парному розряді.

## Досягнення
| W | Ф | ПФ | ЧФ | #Р | КТ | К# | DNQ | A | NH |

### Одиночний розряд
| Турніри Великого шолома                |     |     |     |     |     |     |     |     |       |     |    |
| Відкритий чемпіонат Австралії з тенісу | К2р | К1р |     | К2р | 1р  | К1р | 1р  | К1р | 0 / 2 | 0–2 | 0% |
| Відкритий чемпіонат Франції з тенісу   | 1р  | К2р |     | К1р | К1р | К2р | К3р |     | 0 / 1 | 0–1 | 0% |
| Вімблдонський турнір                   |     |     | 1р  |     |     |     |     | К1р | 0 / 1 | 0–1 | 0% |
| Відкритий чемпіонат США з тенісу       | К3р |     |     | 1р  | К1р | К1р | К2р |     | 0 / 1 | 0–1 | 0% |
| В-П                                    | 0–1 | 0–0 | 0–1 | 0–1 | 0–1 | 0–0 | 0–1 | 0–0 | 0 / 5 | 0–5 | 0% |
| Тур ATP Мастерс 1000                   |     |     |     |     |     |     |     |     |       |     |    |
| Indian Wells Open                      | К1р |     |     |     |     |     |     |     | 0 / 0 | 0–0 | –  |
| Відкритий чемпіонат Маямі з тенісу     | К1р |     |     |     |     |     | К1р |     | 0 / 0 | 0–0 | –  |
| Мастерс Монте-Карло                    |     |     |     |     |     | 1р  |     |     | 0 / 1 | 0–1 | 0% |
| В-П                                    | 0–0 | 0–0 | 0–0 | 0–0 | 0–0 | 0–1 | 0–0 | 0–0 | 0 / 1 | 0–1 | 0% |

### Парний розряд
| Турніри Великого шолома                |     |     |     |
| Відкритий чемпіонат Австралії з тенісу | 1р  | 1р  | 0–2 |
| Відкритий чемпіонат Франції з тенісу   |     |     | 0–0 |
| Вімблдонський турнір                   | 1р  |     | 0–1 |
| Відкритий чемпіонат США з тенісу       | 1р  |     | 0–1 |
| В-П                                    | 0–3 | 0–1 | 0–4 |

## Фінали турнірів ATP за кар'єру

### Парний розряд: 3 (1–2)
| Легенда                                     |
| ------------------------------------------- |
| Турніри Великого шолома (0–0)               |
| Фінали Світового туру ATP (0–0)             |
| Серія Мастерс 1000 Світового Туру ATP (0–0) |
| Серія 500 Світового туру ATP (1–1)          |
| Серія 250 Світового туру ATP (0–1)          |

| Титули за покриттям |
| ------------------- |
| Тверде (0–1)        |
| Ґрунт (1–1)         |
| Трава (0–0)         |

| Титули за типом корту |
| --------------------- |
| Відкритий (1–1)       |
| Закритий (0–1)        |

| Результат | В-П | Дата     | Турнір                     | Рівень    | Покриття   | Партнер         | Суперники                       | Рахунок          |
| --------- | --- | -------- | -------------------------- | --------- | ---------- | --------------- | ------------------------------- | ---------------- |
| Поразка   | 0–1 | Лип 2008 | Dutch Open, Нідерланди     | Серія 250 | Ґрунт      | Ігор Сійслінґ   | Франтішек Чермак Рогір Вассен   | 5–7, 5–7         |
| Поразка   | 0–2 | Лют 2013 | Rotterdam Open, Нідерланди | Серія 500 | Тверде (i) | Тіємо де Баккер | Роберт Ліндстедт Ненад Зімоньїч | 7–5, 3–6, [8–10] |
| Перемога  | 1–2 | Кві 2014 | Барселона Open, Іспанія    | Серія 500 | Ґрунт      | Стефан Робер    | Деніел Нестор Ненад Зімоньїч    | 6–3, 6–3         |

## Фінали ATP Челленджер і ITF Ф'ючерс

### Одиночний розряд: 37 (29–8)
| Легенда               |
| --------------------- |
| ATP Челленджер (10–2) |
| ITF Ф'ючерс (19–6)    |

| Фінали за покриттям |
| ------------------- |
| Тверде (7–1)        |
| Ґрунт (19–6)        |
| Трава (0–0)         |
| Килим (3–1)         |

| Результат | В-П  | Дата     | Турнір                                           | Рівень     | Покриття | Суперник                   | Рахунок                  |
| --------- | ---- | -------- | ------------------------------------------------ | ---------- | -------- | -------------------------- | ------------------------ |
| Перемога  | 1–0  | Тра 2004 | Іспанія F7, Льєйда                               | Ф'ючерс    | Ґрунт    | Томислав Перич             | 7–6(7–3), 6–3            |
| Поразка   | 1–1  | Сер 2004 | Іспанія F16, Денія                               | Ф'ючерс    | Ґрунт    | Хав'єр Хенаро-Мартінес     | 6–7(5–7), 6–2, 5–7       |
| Перемога  | 2–1  | Сер 2005 | Німеччина F12, Унтерферінг                       | Ф'ючерс    | Ґрунт    | Домінік Мефферт            | 7–6(7–3), 0–6, 6–3       |
| Перемога  | 3–1  | Вер 2005 | Нідерланди F3, Алфен-ан-ден-Рейн (муніципалітет) | Ф'ючерс    | Ґрунт    | Макс Радічніґґ             | 7–6(7–2), 7–6(7–4)       |
| Перемога  | 4–1  | Вер 2005 | Нідерланди F4, Енсхеде                           | Ф'ючерс    | Ґрунт    | Торстен Попп               | 6–0, 2–0 ret.            |
| Поразка   | 4–2  | Жов 2005 | Іспанія F27, Ель-Ехідо                           | Ф'ючерс    | Тверде   | Давід Марреро              | 3–6, 4–6                 |
| Перемога  | 5–2  | Бер 2006 | КНР F3, Шеньчжень                                | Ф'ючерс    | Тверде   | Ґо Соеда                   | 6–3, 6–2                 |
| Перемога  | 6–2  | Вер 2006 | Нідерланди F7, Алмере                            | Ф'ючерс    | Ґрунт    | Антал ван дер Дейм         | 6–2, 6–3                 |
| Поразка   | 6–3  | Сер 2007 | Женева, Швейцарія                                | Челленджер | Ґрунт    | Юрій Щукін                 | 3–6, 2–6                 |
| Перемога  | 7–3  | Вер 2007 | Алфен, Нідерланди                                | Челленджер | Ґрунт    | Огюстен Гансс              | 6–4, 6–7(9–11), 7–6(7–4) |
| Перемога  | 8–3  | Лип 2008 | Схевенінген, Нідерланди                          | Челленджер | Ґрунт    | Дієго Гартфілд             | 6–3, 6–4                 |
| Перемога  | 9–3  | Бер 2009 | Кальтаніссетта, Італія                           | Челленджер | Ґрунт    | Тіємо де Баккер            | 6–2, 6–3                 |
| Перемога  | 10–3 | Лис 2009 | Туреччина F11, Анталія                           | Ф'ючерс    | Ґрунт    | Андрей Млендя              | 6–1, 6–1                 |
| Перемога  | 11–3 | Лис 2009 | Туреччина F12, Анталія                           | Ф'ючерс    | Ґрунт    | Андрей Млендя              | 3–0 ret.                 |
| Перемога  | 12–3 | Гру 2009 | Малайзія F6, Куала-Лумпур                        | Ф'ючерс    | Тверде   | Марин Брадарич             | 7–6(7–2), 6–3            |
| Перемога  | 13–3 | Січ 2010 | Німеччина F1, Швібердінген                       | Ф'ючерс    | Килим    | Жіль Мюллер                | 6–2, 6–7(4–7), 6–3       |
| Поразка   | 13–4 | Січ 2010 | Німеччина F3, Каарст                             | Ф'ючерс    | Килим    | Сергій Бубка               | 1–6, 4–6                 |
| Перемога  | 14–4 | Бер 2010 | Туреччина F1, Анталія                            | Ф'ючерс    | Ґрунт    | Ерік Продон                | 7–6(7–4), 6–0            |
| Поразка   | 14–5 | Лип 2010 | Нідерланди F4, Бреда                             | Ф'ючерс    | Ґрунт    | Томас Схорель              | 2–6, 6–7(5–7)            |
| Перемога  | 15–5 | Сер 2010 | Трані, Італія                                    | Челленджер | Ґрунт    | Філіппо Воландрі           | 7–6(7–3), 6–3            |
| Перемога  | 16–5 | Вер 2010 | Алфен, Нідерланди                                | Челленджер | Ґрунт    | Томас Схорель              | 6–7, 6–4, 6–4            |
| Перемога  | 17–5 | Січ 2012 | Німеччина F3, Каарст                             | Ф'ючерс    | Килим    | Ян Мертл                   | 6–1, 3–2 ret.            |
| Перемога  | 18–5 | Вер 2012 | Нідерланди F6, Роттердам                         | Ф'ючерс    | Ґрунт    | Аксель Мішон               | 6–2, 7–6(7–3)            |
| Перемога  | 19–5 | Жов 2012 | Німеччина F20, Бад-Зальцдетфурт                  | Ф'ючерс    | Килим    | Замі Райнвайн              | 6–4, 6–4                 |
| Перемога  | 20–5 | Жов 2012 | Туреччина F41, Анталія                           | Ф'ючерс    | Тверде   | Євген Корольов             | 6–3, 6–3                 |
| Перемога  | 21–5 | Бер 2013 | Шербур, Франція                                  | Челленджер | Тверде   | Венсан Мійо                | 6–1, 6–3                 |
| Перемога  | 22–5 | Кві 2013 | Сен-Бріє, Франція                                | Челленджер | Тверде   | Кенні де Схеппер           | 7–6, 4–6, 7–6            |
| Перемога  | 23–5 | Лип 2013 | Схевенінген, Нідерланди                          | Челленджер | Ґрунт    | Робін Гаасе                | 6–3, 6–7(2–7), 6–4       |
| Перемога  | 24–5 | Лип 2013 | Тампере, Фінляндія                               | Челленджер | Ґрунт    | Максім Тексера             | 6–4, 6–3                 |
| Поразка   | 24–6 | Сер 2013 | Меербуш, Німеччина                               | Челленджер | Ґрунт    | Ян Гаєк                    | 3–6, 4–6                 |
| Перемога  | 25–6 | Вер 2014 | Алфен, Нідерланди                                | Челленджер | Ґрунт    | Даніель Муньйос де ла Нава | 6–3, 6–4                 |
| Перемога  | 26–6 | Лип 2015 | Нідерланди F3, Зеландія (провінція)              | Ф'ючерс    | Ґрунт    | Янн Марті                  | 7–5, 2–6, 6–3            |
| Поразка   | 26–7 | Сер 2015 | Нідерланди F5, Олдензал                          | Ф'ючерс    | Ґрунт    | Джанлуїджі Квінці          | 5–7, 0–2 ret.            |
| Перемога  | 27–7 | Лют 2016 | Португалія F1, Валі-ду-Лобу                      | Ф'ючерс    | Тверде   | Роберто Ортега Ольмедо     | 6–4, 5–7, 6–2            |
| Перемога  | 28–7 | Бер 2016 | Португалія F2, Фару                              | Ф'ючерс    | Тверде   | Оскар Отте                 | 1–6, 6–4, 6–2            |
| Перемога  | 29–7 | Лип 2016 | Нідерланди F3, Мідделбург                        | Ф'ючерс    | Ґрунт    | Єлле Селс                  | 6–3, 6–2                 |
| Поразка   | 29–8 | Вер 2016 | Нідерланди F7, Schoonhoven                       | Ф'ючерс    | Ґрунт    | Ботік ван де Зандсхюлп     | без гри                  |

### Парний розряд: 23 (6–17)
| Легенда               |
| --------------------- |
| ATP Челленджер (1–10) |
| ITF Ф'ючерс (5–7)     |

| Фінали за покриттям |
| ------------------- |
| Тверде (4–3)        |
| Ґрунт (1–13)        |
| Трава (0–1)         |
| Килим (1–0)         |

| Результат | В-П  | Дата     | Турнір                     | Рівень     | Покриття | Партнер                | Суперники                            | Рахунок               |
| --------- | ---- | -------- | -------------------------- | ---------- | -------- | ---------------------- | ------------------------------------ | --------------------- |
| Поразка   | 0–1  | Вер 2005 | Нідерланди F4, Енсхеде     | Ф'ючерс    | Ґрунт    | Ігор Сійслінґ          | Саша Клер Ральф Ґрамбов              | без гри               |
| Поразка   | 0–2  | Жов 2005 | Франція F19, Родез         | Ф'ючерс    | Тверде   | Мелвін оп дер Гейде    | Ксав'є Одбуй Жан-Франсуа Башело      | 6–7(3–7), 4–6         |
| Перемога  | 1–2  | Бер 2006 | КНР F3, Шеньчжень          | Ф'ючерс    | Тверде   | Антал ван дер Дейм     | Лі Сіньхань Ю Хюдун                  | 7–5, 6–1              |
| Перемога  | 2–2  | Бер 2006 | КНР F5, Гуанчжоу           | Ф'ючерс    | Тверде   | Джеймс Серретані       | Чже Лі Сюе Фен                       | 4–6, 6–3, 7–6(7–3)    |
| Поразка   | 2–3  | Вер 2006 | Нідерланди F7, Алмере      | Ф'ючерс    | Ґрунт    | Ігор Сійслінґ          | Тіємо де Баккер Антал ван дер Дейм   | 6–4, 1–6, 4–6         |
| Поразка   | 2–4  | Лип 2007 | Манчестер, Велика Британія | Челленджер | Трава    | Міхаель Рідерстедт     | Роган Бопанна Айсам Куреші           | 6–4, 3–6, [5–10]      |
| Перемога  | 3–4  | Чер 2008 | Нідерланди F3, Бреда       | Ф'ючерс    | Ґрунт    | Матве Мідделкоп        | Нільс Десайн Жерон Массон            | 3–6, 6–3, [10–8]      |
| Поразка   | 3–5  | Кві 2009 | Афіни, Греція              | Челленджер | Ґрунт    | Руї Мачадо             | Раміз Джунейд Філіпп Маркс           | 4–6, 3–6              |
| Поразка   | 3–6  | Сер 2009 | Манербіо, Італія           | Челленджер | Ґрунт    | Їв Аллегро             | Алессіо ді Мауро Сімоне Ваньйоцці    | 4–6, 6–3, [4–10]      |
| Перемога  | 4–6  | Гру 2009 | Малайзія F6, Куала-Лумпур  | Ф'ючерс    | Тверде   | Міліан Ністен          | Сергій Бетов Дмитро Жирмонт          | 6–2, 4–6, [10–6]      |
| Перемога  | 5–6  | Січ 2010 | Німеччина F1, Швібердінген | Ф'ючерс    | Килим    | Міліан Ністен          | Марцель Ціммерманн Філліп Реґнат     | 1–6, 7–6(8–6), [10–4] |
| Поразка   | 5–7  | Бер 2010 | Туреччина F1, Анталія      | Ф'ючерс    | Ґрунт    | Ерік Продон            | Марко Мірнеґґ Герберт Вільчніґ       | 1–6, 2–6              |
| Поразка   | 5–8  | Вер 2012 | Севілья, Іспанія           | Челленджер | Ґрунт    | Стефан Франсен         | Никола Чирич Борис Пашанскі          | 7–5, 4–6, [6–10]      |
| Поразка   | 5–9  | Кві 2013 | Сен-Бріє, Франція          | Челленджер | Тверде   | Костянтин Кравчук      | Томаш Беднарек Андреас Сільєстрем    | 3–6, 6–4, [7–10]      |
| Поразка   | 5–10 | Чер 2013 | Марбург, Німеччина         | Челленджер | Ґрунт    | Джордан Керр           | Андрій Голубєв Євген Корольов        | 3–6, 6–1, [6–10]      |
| Перемога  | 6–10 | Жов 2013 | Монс, Бельгія              | Челленджер | Тверде   | Ігор Сійслінґ          | Ерік Буторак Равен Класен            | 4–6, 7–6(7–2), [10–7] |
| Поразка   | 6–11 | Тра 2014 | Туніс (місто), Туніс       | Челленджер | Ґрунт    | Стефан Франсен         | П'єр-Юг Ербер Аділ Шамасдін          | 3–6, 6–7(5–7)         |
| Поразка   | 6–12 | Тра 2014 | Гайльбронн, Німеччина      | Челленджер | Ґрунт    | Раміз Джунейд          | Тім Пюц Андре Бегеманн               | 3–6, 3–6              |
| Поразка   | 6–13 | Лип 2014 | Схевенінген, Нідерланди    | Челленджер | Ґрунт    | Мартін Фішер           | Матве Мідделкоп Бой Вестергоф        | 4–6, 6–3, [6–10]      |
| Поразка   | 6–14 | Вер 2014 | Севілья, Іспанія           | Челленджер | Ґрунт    | Джеймс Класкі          | Антал ван дер Дейм Бой Вестергоф     | 6–7(3–7), 4–6         |
| Поразка   | 6–15 | Бер 2016 | Туреччина F12, Анталія     | Ф'ючерс    | Тверде   | Александар Лазов       | Хорді Муньйос Абреу Давід Перес Санс | 0–6, 3–6              |
| Поразка   | 6–16 | Вер 2016 | Нідерланди F7, Schoonhoven | Ф'ючерс    | Ґрунт    | Леннерт ван дер Лінден | Нілс Лотсма Сідней де Бур            | 6–3, 5–7, [8–10]      |
| Поразка   | 6–17 | Жов 2016 | Хорватія F11, Бол          | Ф'ючерс    | Ґрунт    | Паул Монтебан          | Ґжеґож Панфіл Джеймс Марсалек        | 6–2, 6–7(2–7), [8–10] |